# Klein-Meiseldorf
Klein-Meiseldorf ist eine Ortschaft und als Kleinmeiseldorf eine Katastralgemeinde der Gemeinde Meiseldorf im Bezirk Horn in Niederösterreich.

## Geschichte
Laut Adressbuch von Österreich waren im Jahr 1938 in der Ortsgemeinde Klein-Meiseldorf ein Bäcker, ein Binder, ein Fleischer, drei Gastwirte, zwei Gemischtwarenhändler, eine Hebamme, eine Milchgenossenschaft, ein Obst- und Gemüsehändler, ein Schmied, drei Schneiderinnen, drei Schuster, zwei Tischler, ein Wagner und zahlreiche Landwirte ansässig. Weiters gab es ein Sägewerk und einen Steinbruch.

## Siedlungsentwicklung
Zum Jahreswechsel 1979/1980 befanden sich in der Katastralgemeinde Kleinmeiseldorf insgesamt 161 Bauflächen mit 68.645 m² und 169 Gärten auf 109.146 m², 1989/1990 gab es 185 Bauflächen. 1999/2000 war die Zahl der Bauflächen auf 654 angewachsen und 2009/2010 bestanden 319 Gebäude auf 744 Bauflächen.

## Öffentliche Einrichtungen
In Klein-Meiseldorf gibt es einen Kindergarten.

## Bodennutzung
Die Katastralgemeinde ist landwirtschaftlich geprägt. 869 Hektar wurden zum Jahreswechsel 1979/1980 landwirtschaftlich genutzt und 108 Hektar waren forstwirtschaftlich geführte Waldflächen. 1999/2000 wurde auf 837 Hektar Landwirtschaft betrieben und 119 Hektar waren als forstwirtschaftlich genutzte Flächen ausgewiesen. Ende 2018 waren 824 Hektar als landwirtschaftliche Flächen genutzt und Forstwirtschaft wurde auf 119 Hektar betrieben. Die durchschnittliche Bodenklimazahl von Kleinmeiseldorf beträgt 50 (Stand 2010).